# Estados da Alemanha
A Alemanha é uma república parlamentar composta por 16 estados federados, denominados Bundesländer (no singular Bundesland). O termo Land (no plural Länder) é usado no mesmo sentido na Alemanha e na Áustria.
Embora o termo Land se aplique a todos os estados, a Baviera, a Saxônia e a Turíngia autodenominam-se Freistaat (estado livre), sem nenhum reflexo legal.
Berlim e Hamburgo são frequentemente denominadas Stadtstaaten (cidades-estado), bem como a Cidade Hanseática Livre de Bremen (Freie Hansestadt Bremen), que inclui a cidade de Bremen e Bremerhaven. Os outros treze estados restantes são chamados Flächenländer (estados-planície).
O federalismo tem uma longa tradição na história alemã. O Sacro Império Romano-Germânico compreendia muitos pequenos estados, numerando mais de 300 por volta de 1796. O número de estados alemães foi bastante reduzido durante as Guerras Napoleônicas (1796–1814). Após o Congresso de Viena (1815), 39 estados uniram-se na Confederação Alemã. A Confederação foi dissolvida após a Guerra Austro-Prussiana.

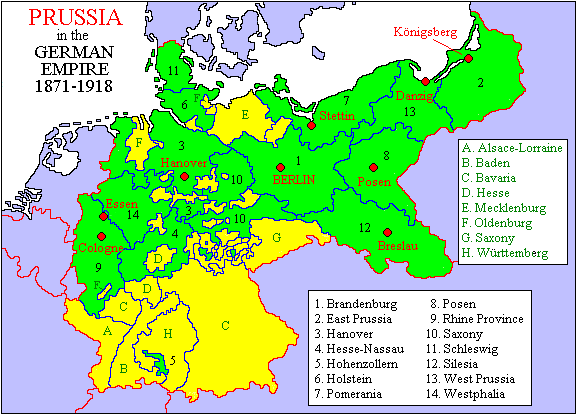
As províncias do Reino da Prússia (verde) dentro do Império Alemão (1871–1918)

A Prússia e os outros estados da Alemanha do Norte e do Centro uniram-se como um estado federal, a Confederação da Alemanha do Norte, em 1.º de julho de 1867. Os estados do sul da Alemanha, Baden, Hesse-Darmstadt, Württemberg e Baviera entraram em alianças militares com a Prússia. Na Guerra Franco-Prussiana de 1870 a 1871, esses estados aderiram à Confederação da Alemanha do Norte, que foi consequentemente renomeada para Império Alemão, e o parlamento e o Conselho Federal decidiram dar ao rei prussiano o título de imperador alemão (desde 1.º de janeiro de 1871). O novo Império Alemão incluía 25 estados (três deles, cidades hanseáticas) e o território imperial da Alsácia-Lorena. Dentro do império, 65% do território e 62% da população pertenciam ao reino da Prússia.
Depois das perdas territoriais do Tratado de Versalhes de 1919, os estados alemães continuaram como repúblicas de uma nova federação alemã. Os estados foram estabelecidos em 1918 após a Revolução Alemã, após a conclusão da Primeira Guerra Mundial, e baseados nos 21 estados constituintes do Império Alemão que aboliram suas monarquias locais. Os novos estados continuaram como repúblicas ao lado das três cidades-estado preexistentes dentro da nova República de Weimar, adotando os títulos Freistaat ("Estado Livre") ou Volksstaat ("Estado do Povo").

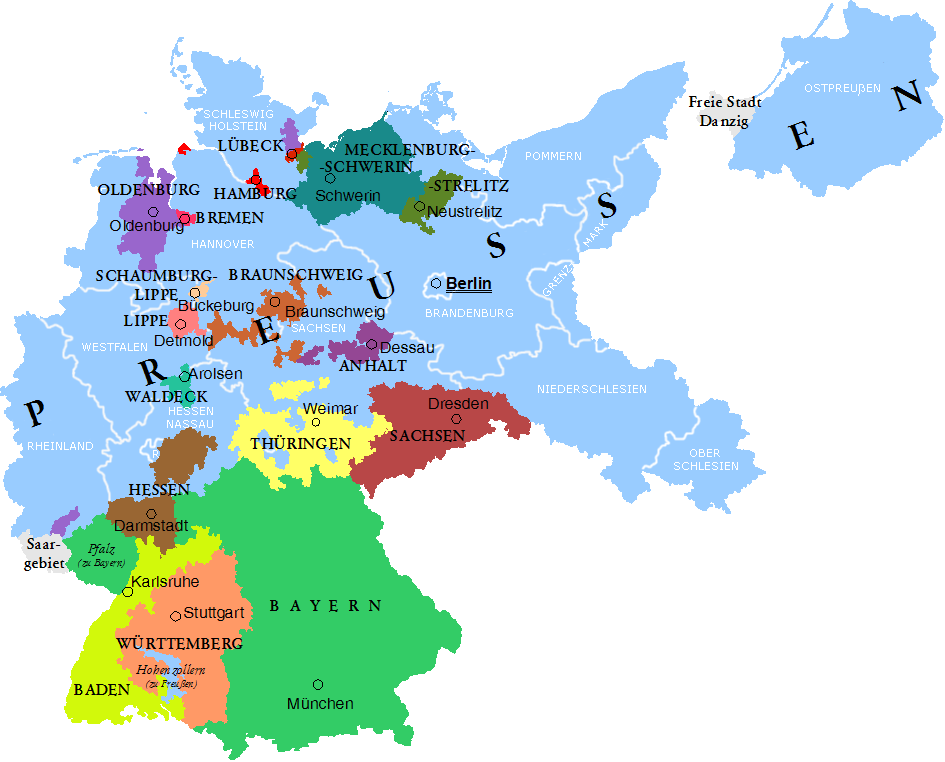
Os estados da República de Weimar, em 1925, com o Estado Livre da Prússia (com suas divisões provinciais) como o maior.

Esses estados foram gradualmente abolidos de fato e reduzidos a províncias sob o regime nazista por meio do processo Gleichschaltung, pois os estados administrativamente foram em grande parte substituídos pelo sistema de Gau nazista. O sistema Gau foi estabelecido em 1934, substituindo o sistema de jure dos Länder (estados federados) e províncias prussianas, que não possuíam nenhum propósito administrativo desde a Lei de Habilitação de 1933 e foram reduzidas a corpos rudimentares. Cada Gau era liderado por um líder administrativo, o Gauleiter, um alto funcionário do Partido Nazista com poderes quase autocráticos.
Durante a ocupação aliada da Alemanha após a Segunda Guerra Mundial, as fronteiras internas foram redesenhadas pelos governos militares aliados. Nenhum estado único compreendia mais de 30% de qualquer população ou território; isso pretendia impedir que qualquer estado fosse tão dominante na Alemanha quanto a Prússia havia sido no passado. Inicialmente, apenas sete dos estados pré-guerra permaneceram: Baden (em parte), Baviera (reduzida em tamanho), Bremen, Hamburgo, Hesse (ampliada), Saxônia e Turíngia. Os estados com nomes hifenizados, como Renânia-Palatinado, Renânia do Norte-Vestefália e Saxônia-Anhalt, deviam sua existência aos poderes de ocupação e foram criados a partir de fusões de antigas províncias prussianas e estados menores.
A criação da República Federal da Alemanha em 1949 deu-se pela unificação dos estados mais a oeste, que estavam sob administração dos Estados Unidos, Reino Unido e França após a Segunda Guerra Mundial. Inicialmente, em 1949, os estados da República Federal eram Baden, Baviera, Bremen, Hamburgo, Hesse, Baixa Saxônia, Renânia do Norte-Vestfália, Renânia-Palatinado, Schleswig-Holstein, Württemberg-Baden e Württemberg-Hohenzollern. Berlim Ocidental não era oficialmente parte da República Federal, mas era de facto integrada como um Land.
Em 1952, Baden, Württemberg-Baden e Württemberg-Hohenzollern se fundiram no estado de Baden-Württemberg. Em 1957, o Sarre reunificou-se à Alemanha Ocidental. A Reunificação da Alemanha (formalmente foi uma adesão da República Democrática Alemã, conhecida como Alemanha Oriental, à República Federal da Alemanha) em 1990 resultou na incorporação dos estados orientais de Brandemburgo, Mecklemburgo-Pomerânia Ocidental, Saxônia, Saxônia-Anhalt e Turíngia, bem como a reunificação de Berlim e seu estabelecimento como um Land de pleno direito.
O federalismo é um dos princípios fundamentais da constituição e da vida político-administrativa da República Federal da Alemanha.
| Brasão de armas | Estado                                                                | Parte da RFA desde | Chefe de governo                            | Fotografia | Área (km²) | População  | Hab. por km² | Capital                   | Sigla |
| --------------- | --------------------------------------------------------------------- | ------------------ | ------------------------------------------- | ---------- | ---------- | ---------- | ------------ | ------------------------- | ----- |
|                 | Bade-Vurtemberga (Baden-Württemberg)                                  | 1949               | Winfried Kretschmann (Aliança 90/Os Verdes) |            | 35 752     | 10 755 000 | 301          | Estugarda (Stuttgart)     | BW    |
|                 | Baixa Saxônia (Niedersachsen)                                         | 1949               | Stephan Weil (SPD)                          |            | 47 609     | 7 914 000  | 166          | Hanôver (Hannover)        | NI    |
|                 | Baviera, Estado Livre da (Freistaat Bayern)                           | 1949               | Markus Söder (CSU)                          |            | 70 552     | 12 542 000 | 178          | Munique (München)         | BY    |
|                 | Berlim (Berlin)                                                       | 1990               | Michael Müller (SPD)                        |            | 892        | 3 469 000  | 3 890        | nenhuma                   | BE    |
|                 | Brandemburgo (Brandenburg)                                            | 1990               | Dietmar Woidke (SPD)                        |            | 29 479     | 2 500 000  | 85           | Potsdam                   | BB    |
|                 | Bremen, Cidade Hanseática Livre de (Freie Hansestadt Bremen)          | 1949               | Andreas Bovenschulte (SPD)                  |            | 419        | 661 000    | 1 577        | nenhuma                   | HB    |
|                 | Hamburgo, Cidade Livre e Hanseática de (Freie und Hansestadt Hamburg) | 1949               | Peter Tschentscher (SPD)                    |            | 755        | 1 788 000  | 2 368        | nenhuma                   | HH    |
|                 | Hesse (Hessen)                                                        | 1949               | Volker Bouffier (CDU)                       |            | 21 115     | 6 066 000  | 287          | Wiesbaden                 | HE    |
|                 | Meclemburgo-Pomerânia Ocidental (Mecklenburg-Vorpommern)              | 1990               | Manuela Schwesig (SPD)                      |            | 23 180     | 1 639 000  | 71           | Schwerin                  | MV    |
|                 | Renânia do Norte-Vestfália (Nordrhein-Westfalen)                      | 1949               | Armin Laschet (CDU)                         |            | 34 085     | 17 837 000 | 523          | Dusseldórfia (Düsseldorf) | NW    |
|                 | Renânia-Palatinado (Rheinland-Pfalz)                                  | 1949               | Malu Dreyer (SPD)                           |            | 19 853     | 3 999 000  | 202          | Mogúncia (Mainz)          | RP    |
|                 | Sarre (Saarland)                                                      | 1957               | Tobias Hans (CDU)                           |            | 2 569      | 1 018 000  | 400          | Sarbruque (Saarbrücken)   | SL    |
|                 | Saxônia, Estado Livre da (Freistaat Sachsen)                          | 1990               | Michael Kretschmer (CDU)                    |            | 18 416     | 4 143 000  | 227          | Dresda (Dresden)          | SN    |
|                 | Saxônia-Anhalt (Sachsen-Anhalt)                                       | 1990               | Reiner Haseloff (CDU)                       |            | 20 446     | 2 331 000  | 116          | Magdeburgo (Magdeburg)    | ST    |
|                 | Eslésvico-Holsácia (Schleswig-Holstein)                               | 1949               | Daniel Günther (CDU)                        |            | 15 799     | 2 833 000  | 179          | Kiel                      | SH    |
|                 | Turíngia, Estado Livre da (Freistaat Thüringen)                       | 1990               | Bodo Ramelow (A Esquerda)                   |            | 16 172     | 2 231 000  | 138          | Erfurt                    | TH    |

O tamanho do território e o número de habitantes foram tirados de estatísticas oficiais.